# Cœurs inconnus
Pour les articles homonymes, voir Strangers.
Pour plus de détails, voir Fiche technique et Distribution.
Cœurs inconnus (Between Strangers) est un film italo-canadien réalisé par Edoardo Ponti, sorti en 2002.

## Fiche technique
- Titre original canadien : Between Strangers
- Titre italien : Cuori estranei
- Titre français : Cœurs inconnus
- Réalisation : Edoardo Ponti
- Scénario : Edoardo Ponti
- Photographie : Gregory Middleton
- Musique : Zbigniew Preisner
- Production : Wladyslaw Bartoszewics, Mario Cotone, Simone De Rita, Elda Ferri, Deb LeFaive, Gabriella Martinelli et Roberto Pace
- Pays d'origine :  Italie /  Canada
- Format : couleur
- Genre : drame
- Date de sortie : 2002

## Distribution
- Sophia Loren : Olivia
- Mira Sorvino (VQ : Valérie Gagné) : Natalia Bauer
- Deborah Kara Unger (VQ : Danièle Panneton) : Catherine
- Pete Postlethwaite (VQ : René Gagnon) : John
- Julian Richings (VQ : Carl Béchard) : Nigel
- Klaus Maria Brandauer (VQ : Jean-Marie Moncelet) : Alexander Bauer
- Malcolm McDowell (VQ : Raymond Bouchard) : Alan Baxter
- Corey Sevier (VQ : Hugolin Chevrette-Landesque) : Jeb
- Gérard Depardieu : Max
- Robert Joy : Ralph
- Wendy Crewson : Amanda Trent
- Philip Williams : Les
- Gerry Mendicino : Detective
- John Neville : Orson Stewart